# Gonatas minimus
Gonatas minimus es una especie de coleóptero de la familia Passalidae.

## Distribución geográfica
Habita en Seram (Indonesia).